# Jerup
Jerup – miasto w Danii, w regionie Jutlandia Północna, w gminie Frederikshavn.